# Kirchenregion Emilia-Romagna

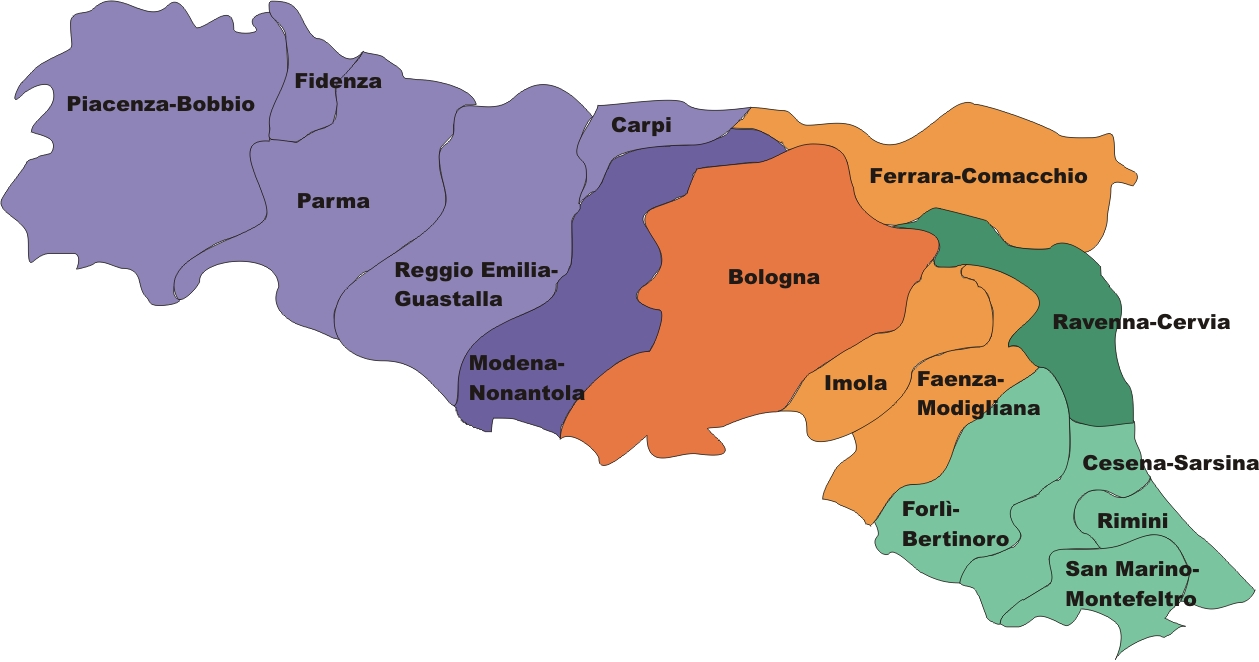
Die Kirchenregion Emilia-Romagna

Die Kirchenregion Emilia-Romagna (ital. Regione ecclesiastica Emilia-Romagna) ist eine der 16 Kirchenregionen der römisch-katholischen Kirche in Italien. Sie umfasst insgesamt 14 Diözesen.
Territorial entspricht die Kirchenregion Emilia-Romagna weitgehend der italienischen Region Emilia-Romagna. Dazu kommen einige Gemeinden aus den benachbarten Regionen sowie das Territorium der Republik San Marino. Sie ist in 3 Kirchenprovinzen aufgeteilt:

## Kirchenprovinz Bologna
- Erzbistum Bologna

1. Bistum Faenza-Modigliana
2. Erzbistum Ferrara-Comacchio
3. Bistum Imola

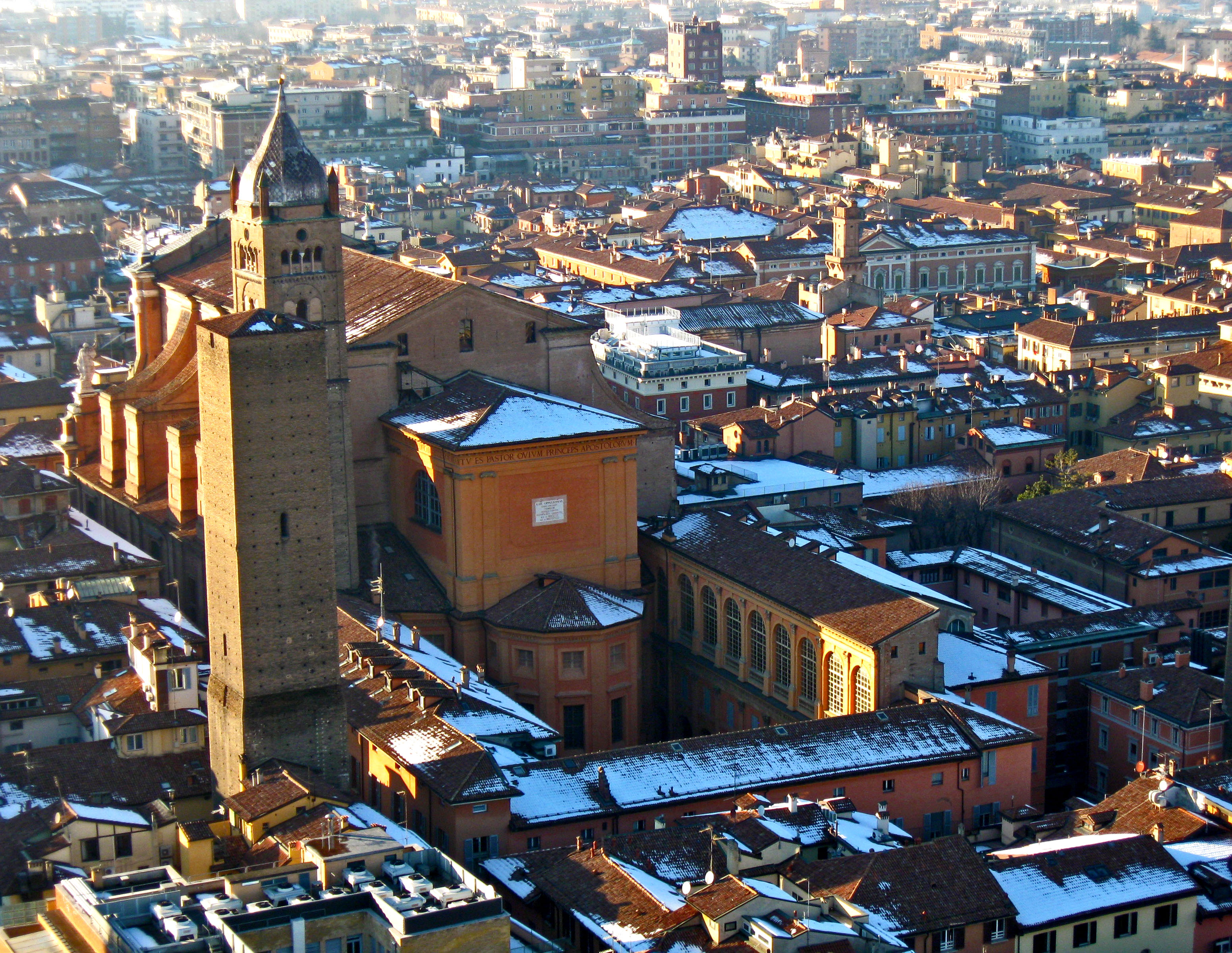
Die Dome von Bologna,
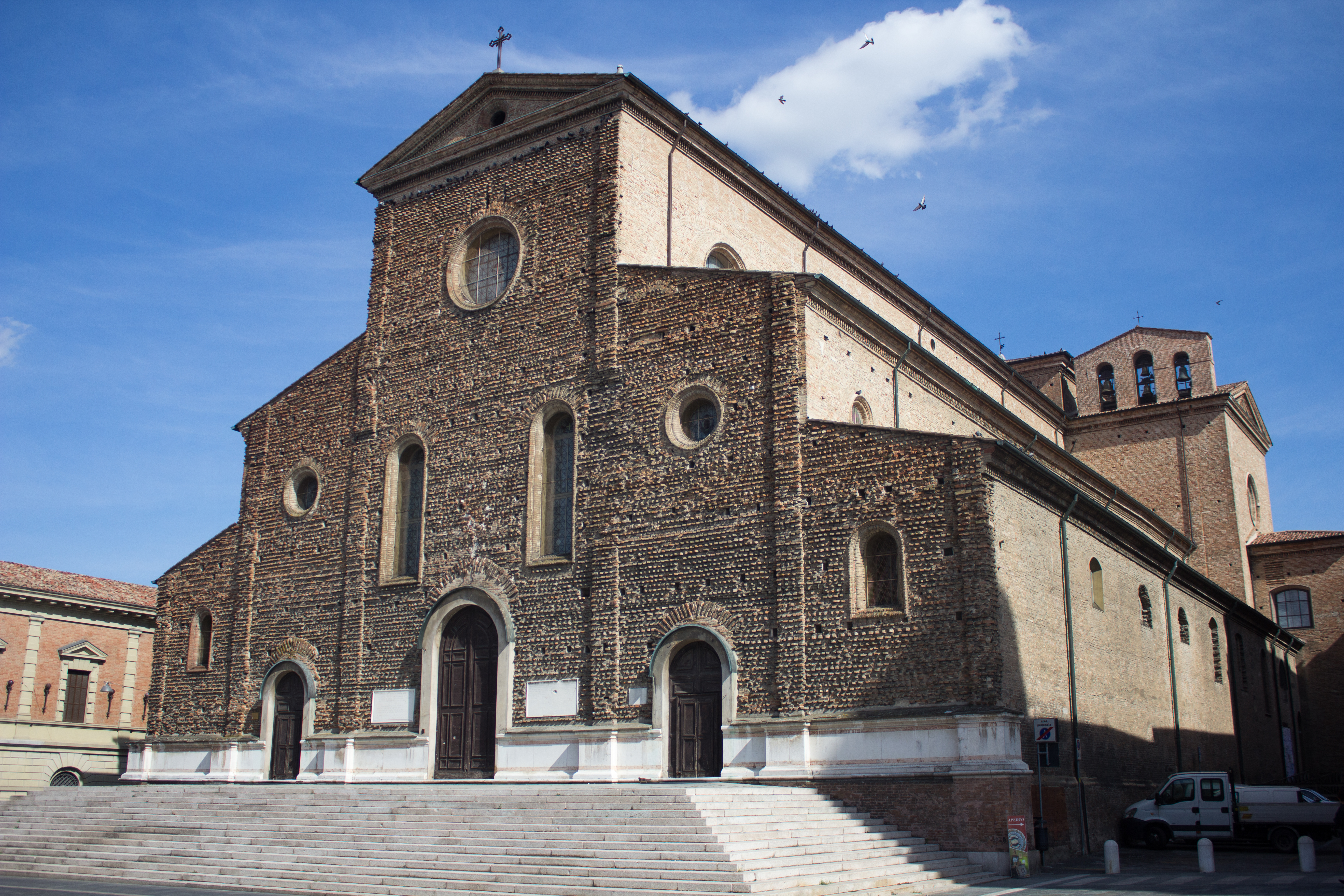
… Faenza,
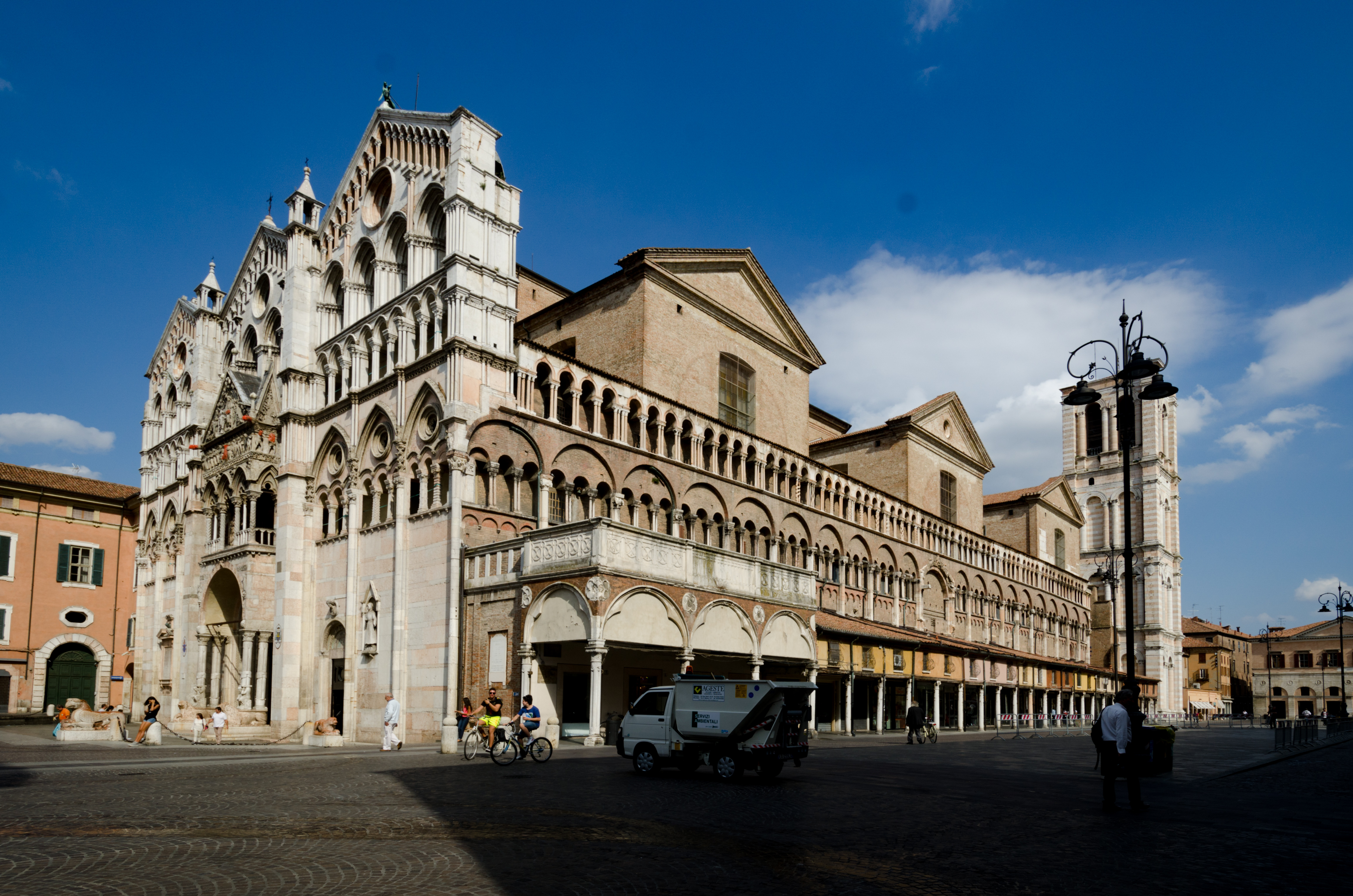
… Ferrara
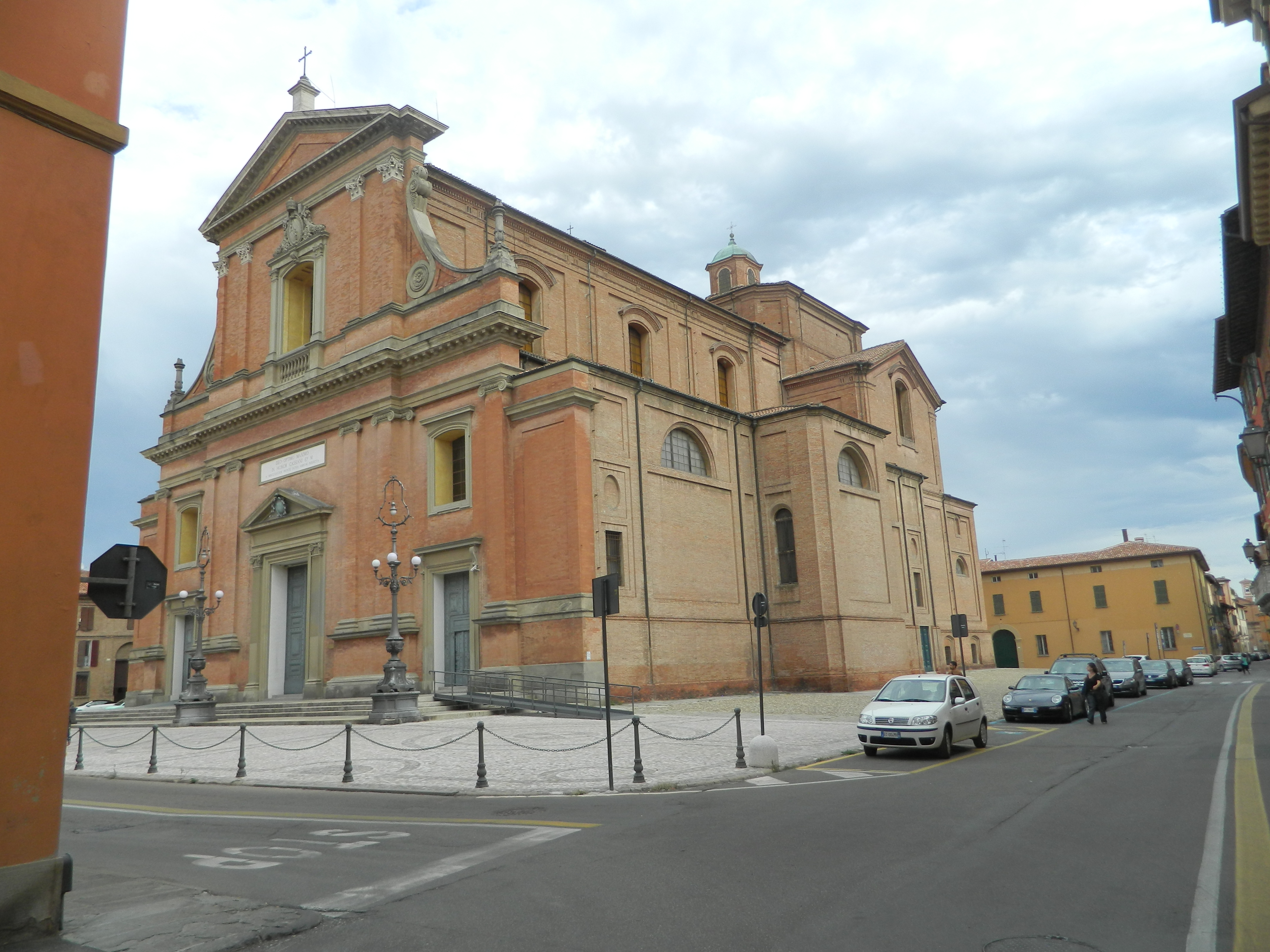
… und Imola.

## Kirchenprovinz Modena-Nonantola
- Erzbistum Modena-Nonantola

1. Bistum Carpi
2. Bistum Fidenza
3. Bistum Parma
4. Bistum Piacenza-Bobbio
5. Bistum Reggio Emilia-Guastalla

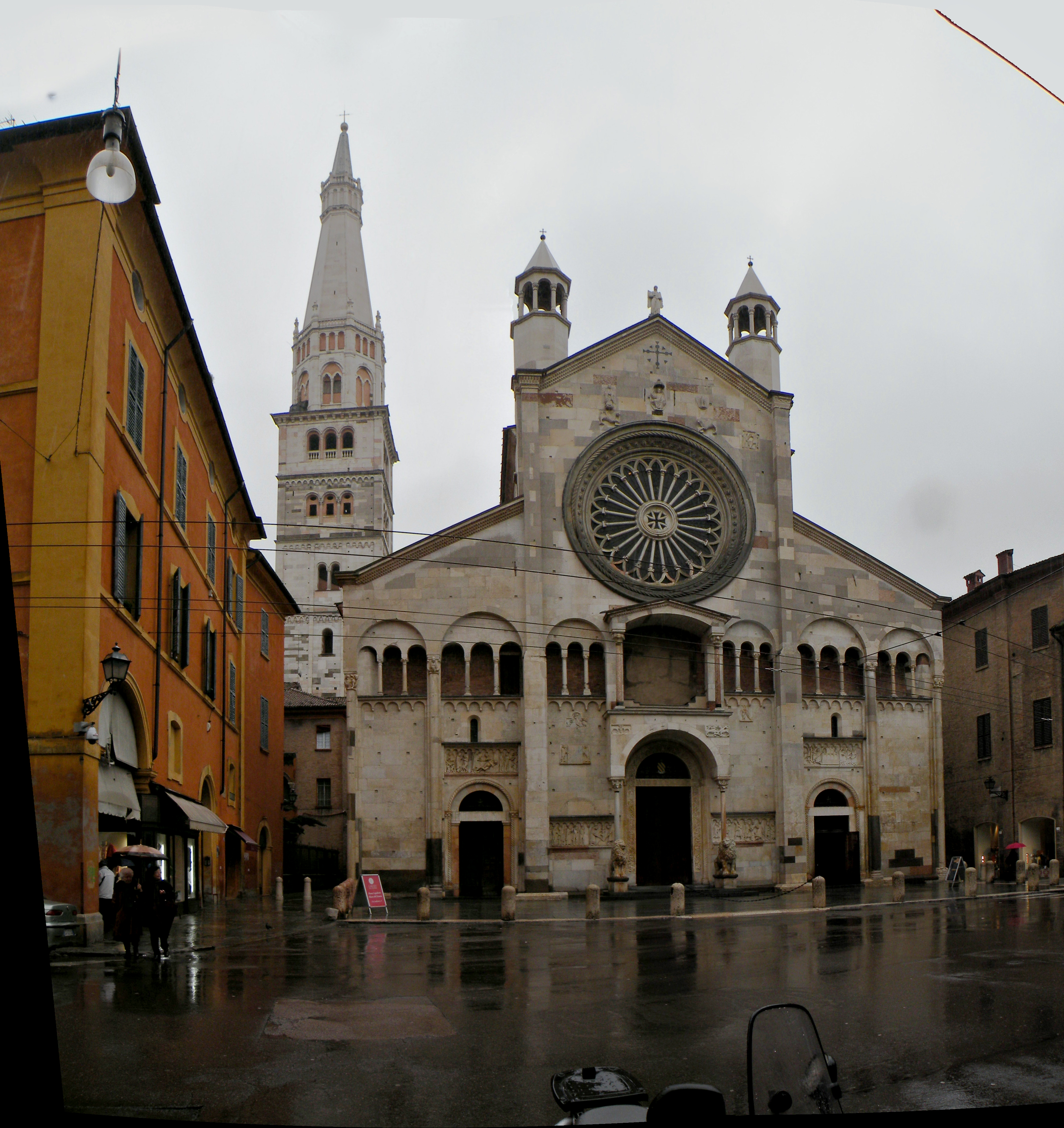
Die Dome von Modena,
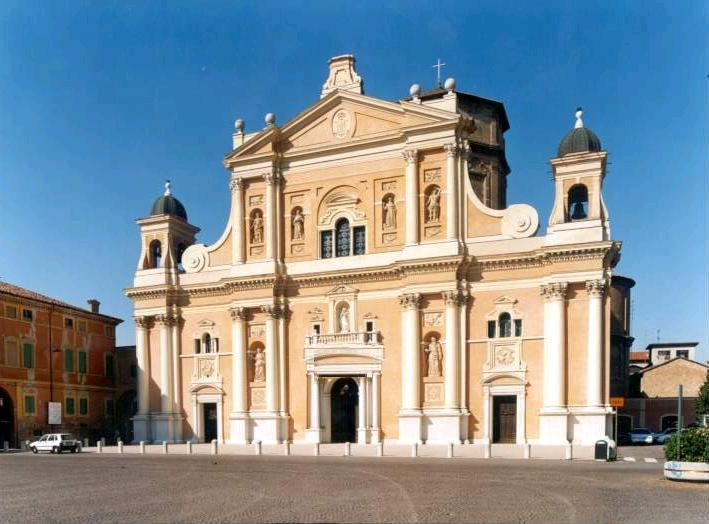
… Carpi,
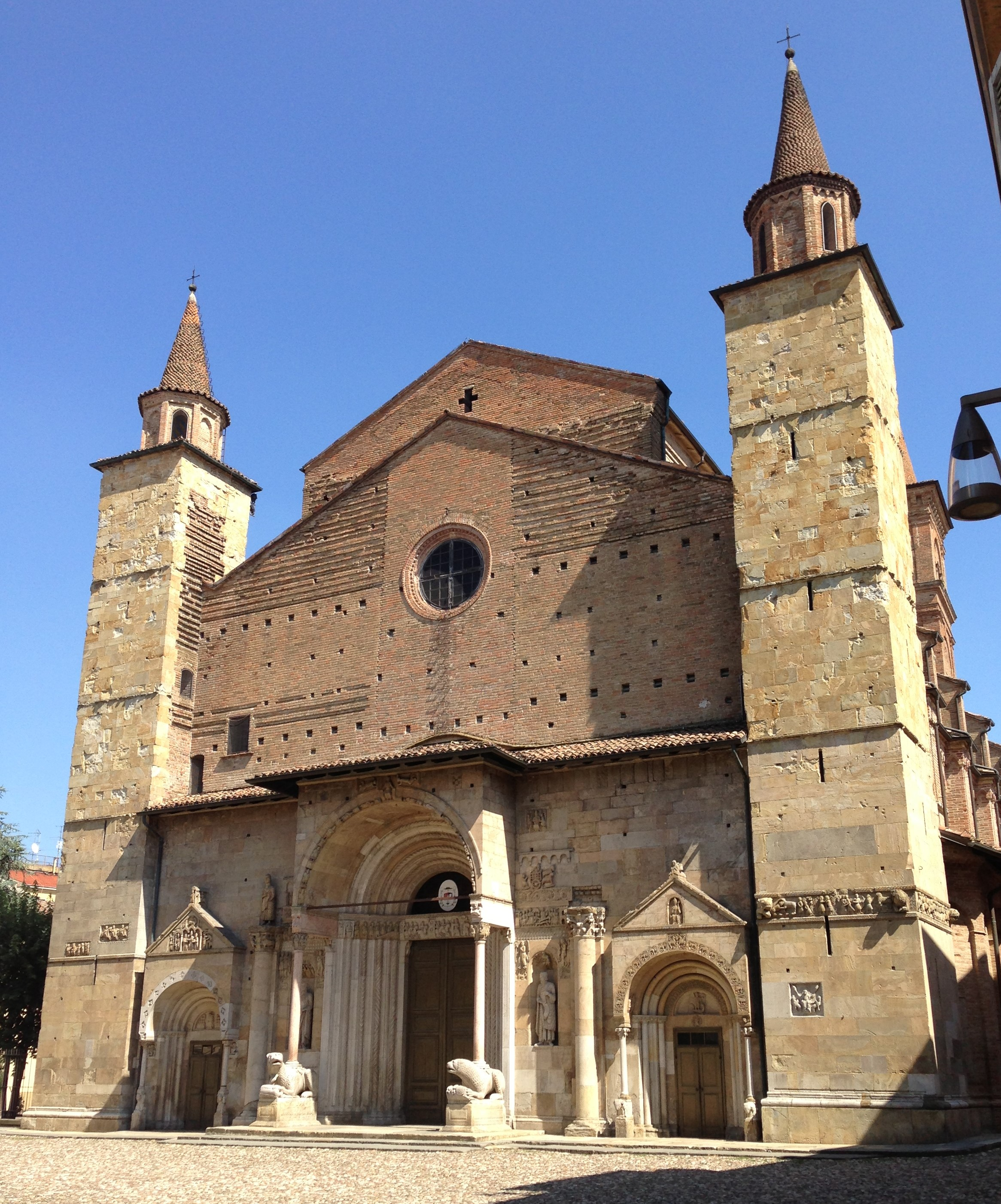
… Fidenza,
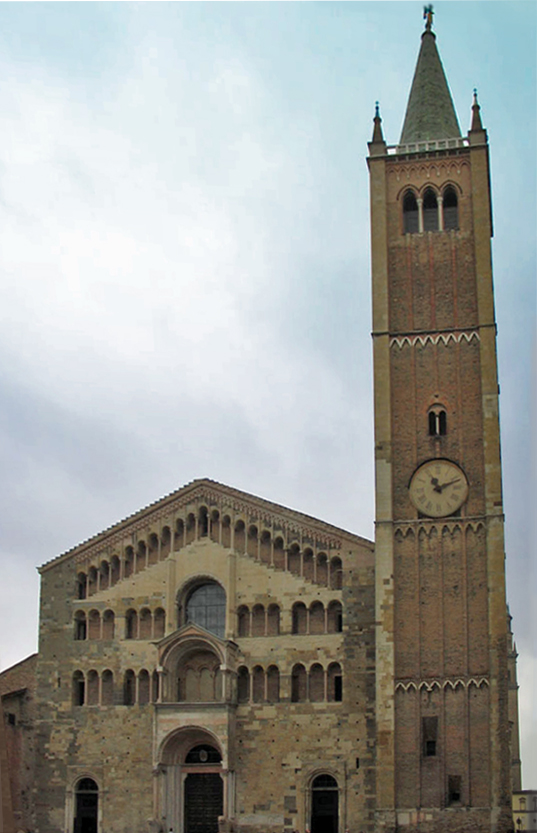
… Parma,
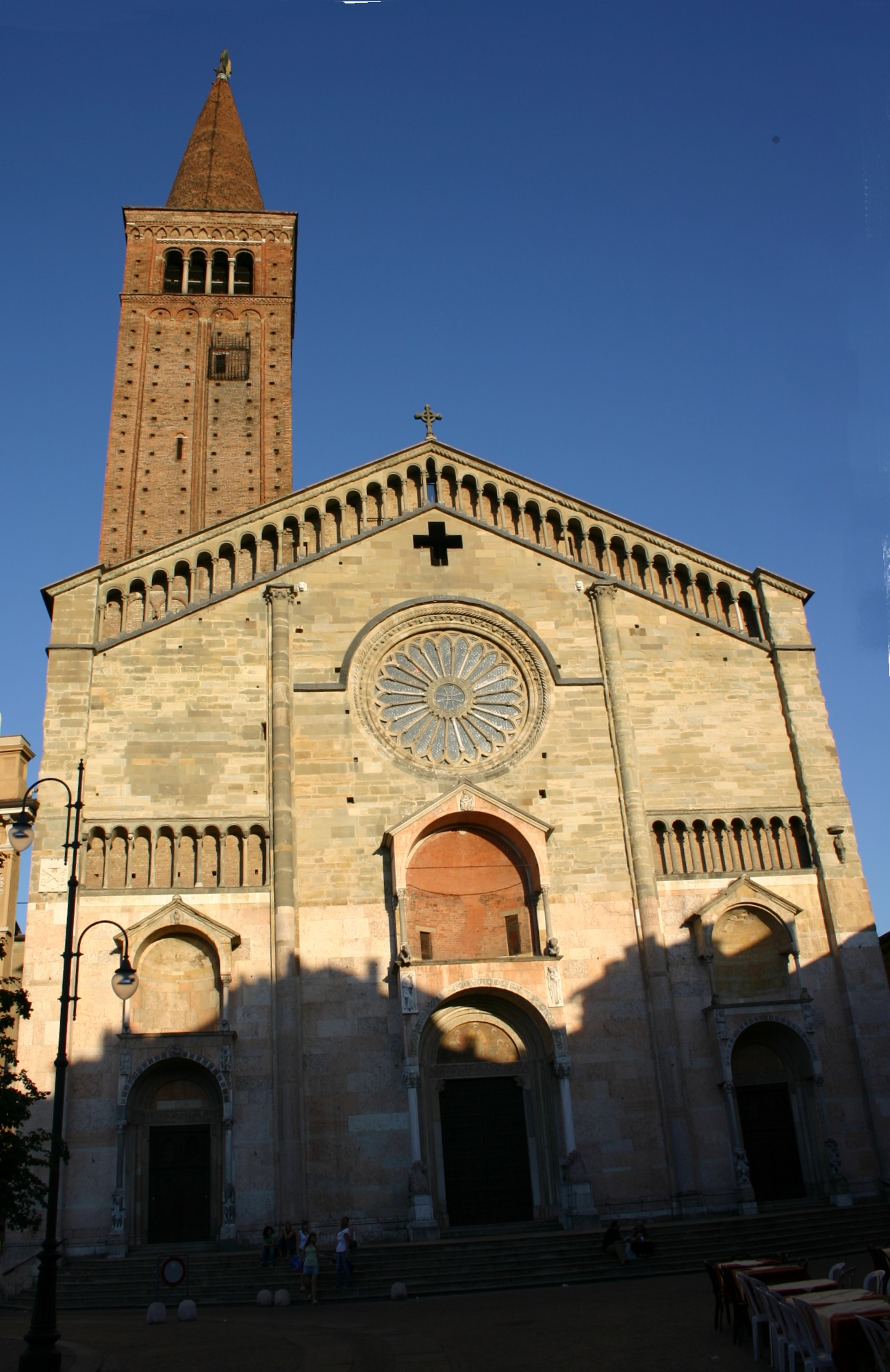
… Piacenza
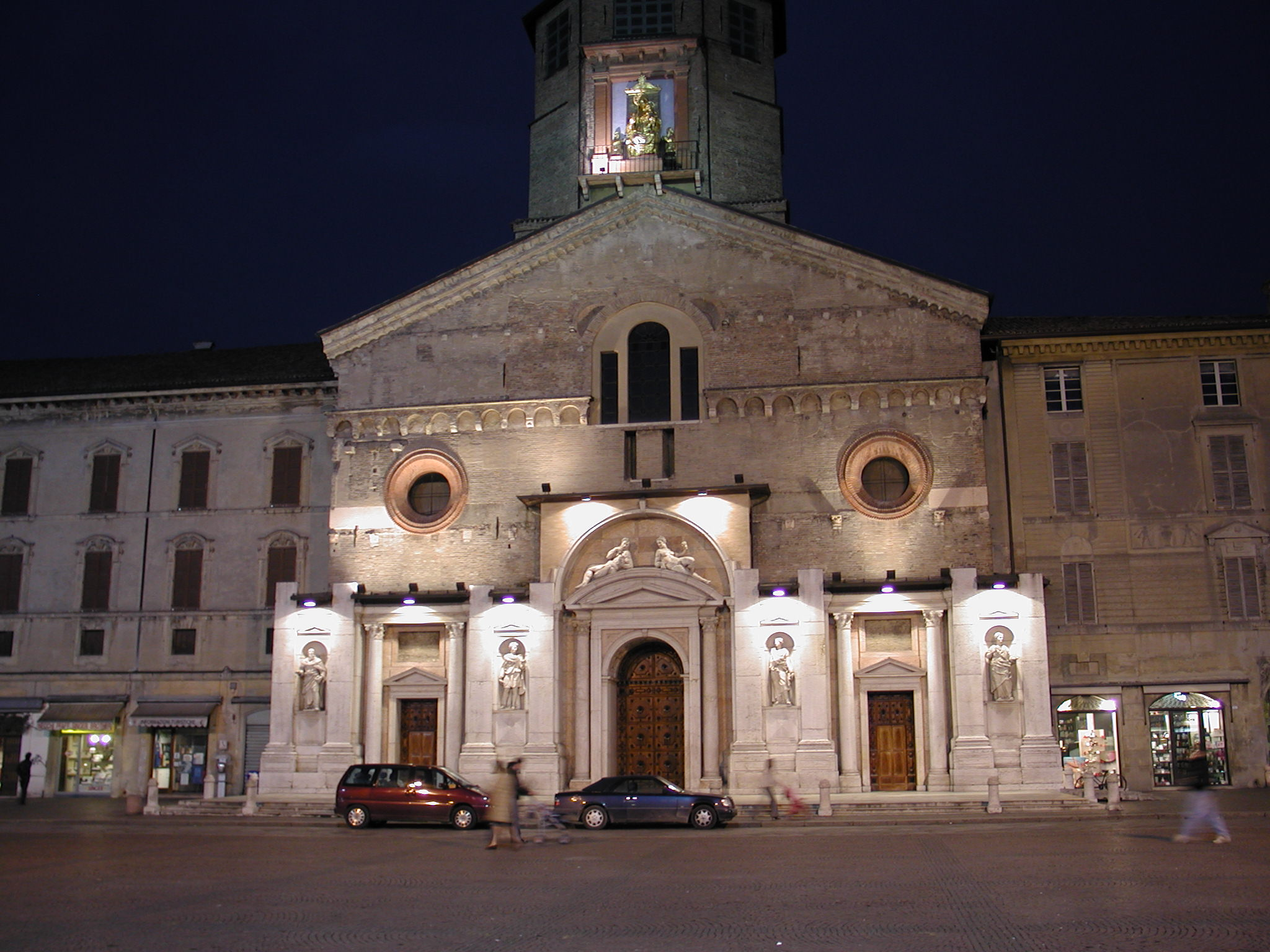
… und Reggio.

## Kirchenprovinz Ravenna-Cervia
- Erzbistum Ravenna-Cervia

1. Bistum Cesena-Sarsina
2. Bistum Forlì-Bertinoro
3. Bistum Rimini
4. Bistum San Marino-Montefeltro

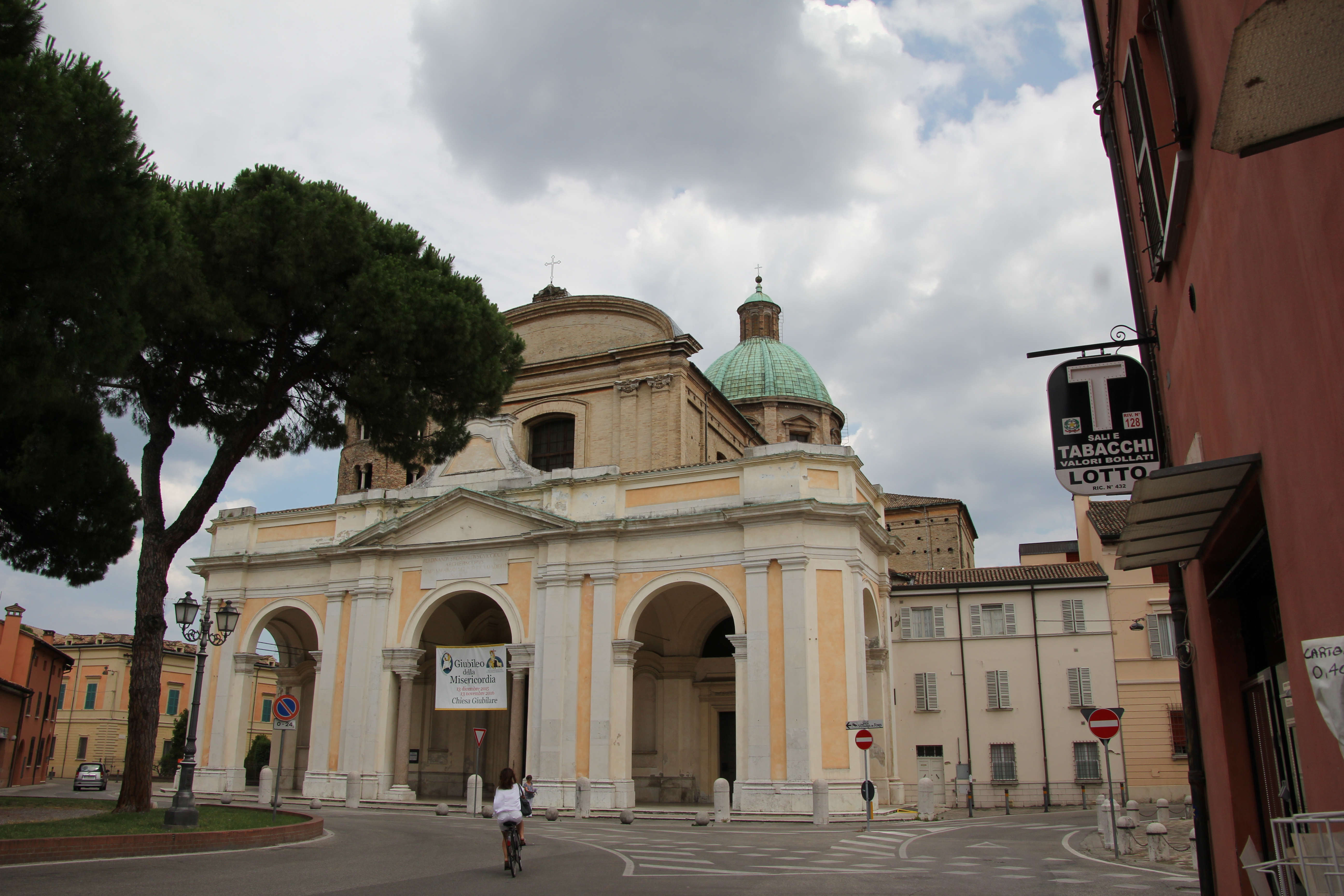
Die Dome von Ravenna,
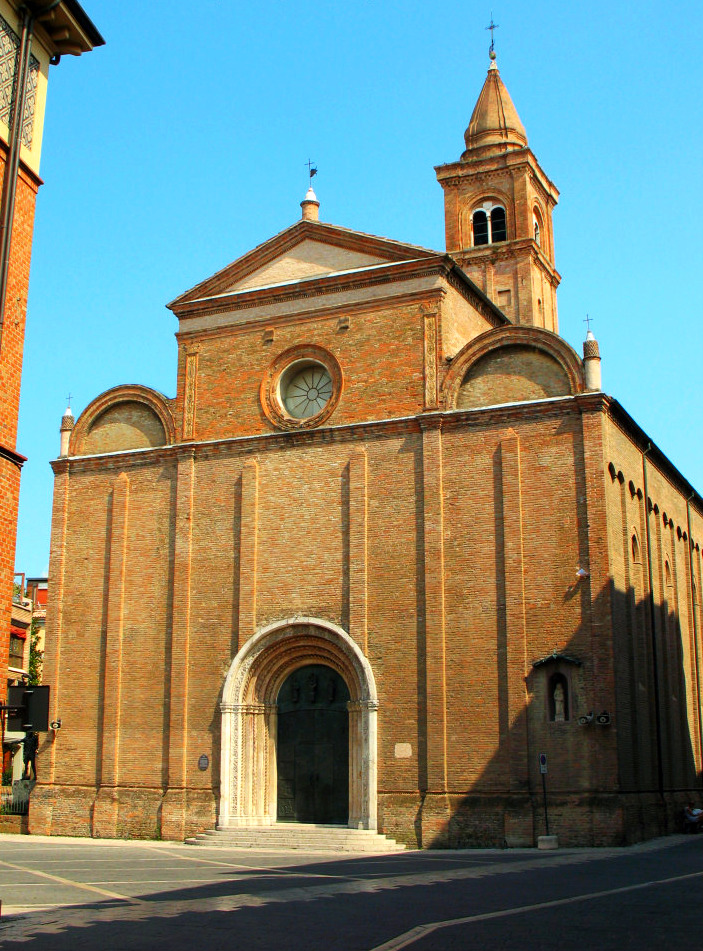
… Cesena,
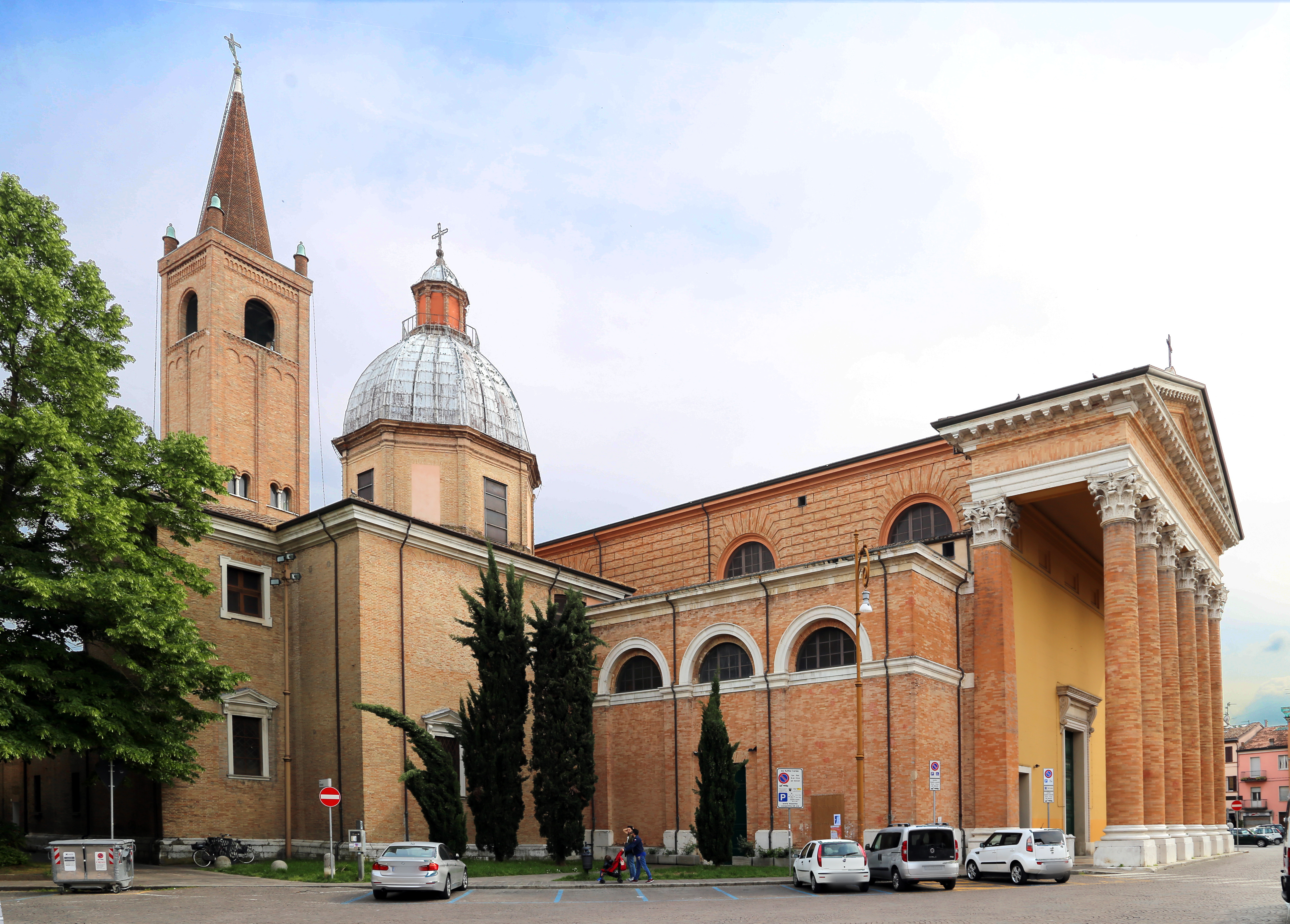
… Forlì
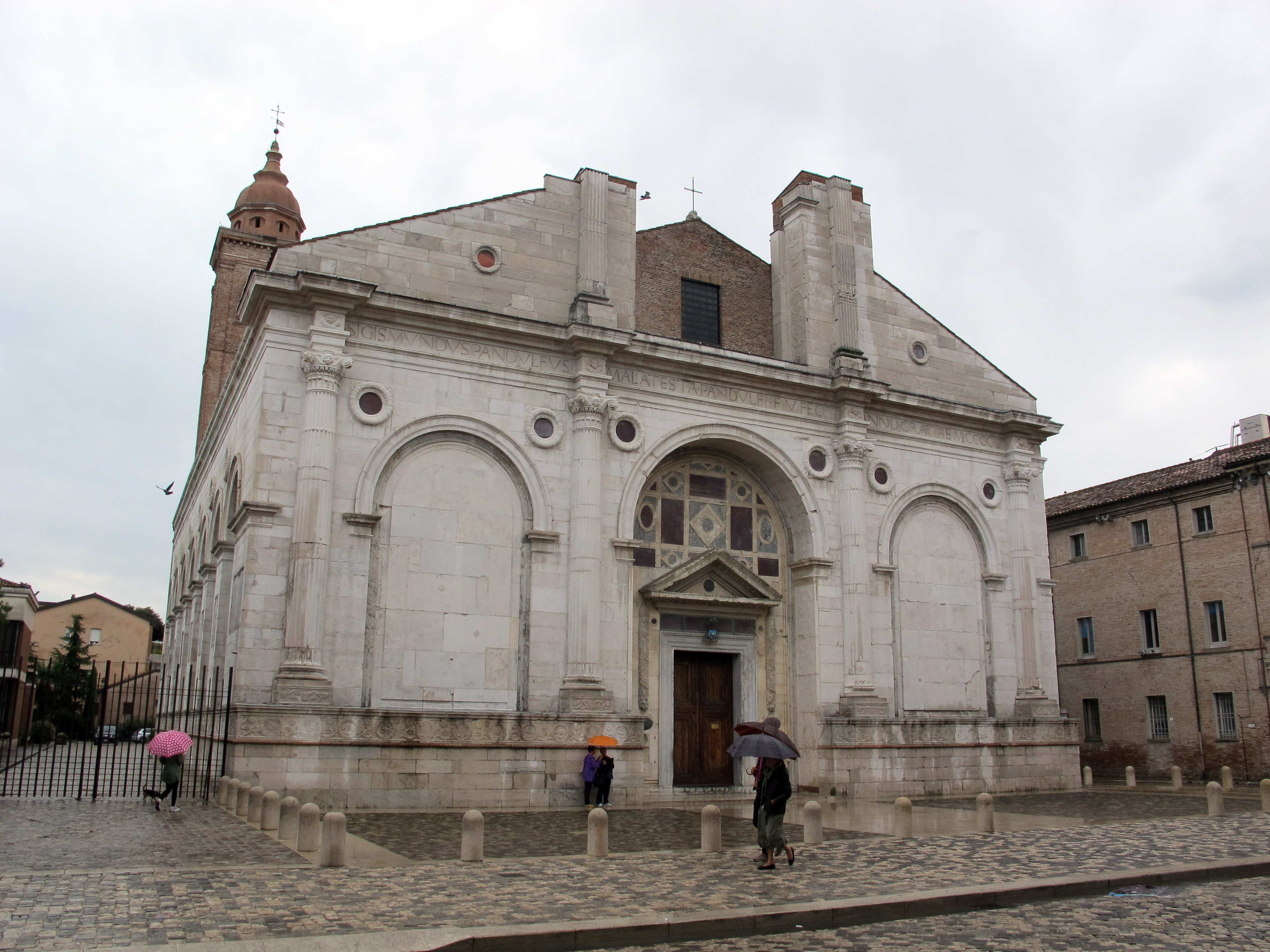
… Rimini
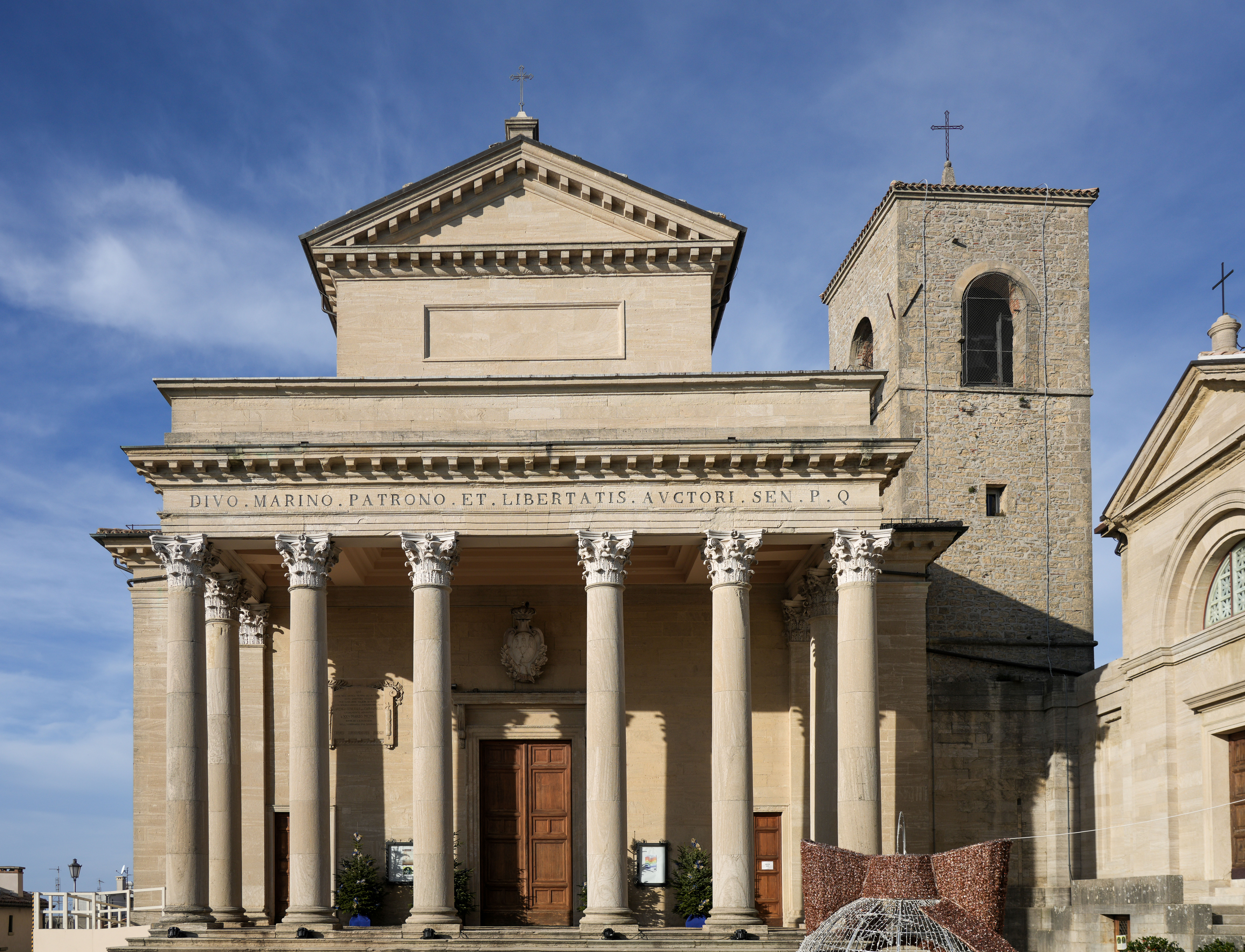
… und San Marino.